# ارنست سفتون
ارنست سفتون (انگلیسی: Ernest Sefton؛ ۱۳ ژانویه ۱۸۸۳ – ۵ دسامبر ۱۹۵۴) بازیگر اهل بریتانیا بود. وی بین سال‌های ۱۹۳۲ تا ۱۹۴۶ میلادی فعالیت می‌کرد.
از فیلم‌هایی که وی در آن‌ها نقش داشته‌است، می‌توان به نشانه چهار، میلیون‌ها و کسب‌وکار حسابی اشاره نمود.